# Trufla Borcha
Trufla Borcha, trufla biaława (Tuber borchii Vittad.) – gatunek grzybów należący do rodziny truflowatych (Tuberaceae).

## Systematyka i nazewnictwo
Pozycja w klasyfikacji według Index Fungorum: Tuber, Tuberaceae, Pezizales, Pezizomycetidae, Pezizomycetes, Pezizomycotina, Ascomycota, Fungi.
Synonimy nazwy naukowej:
- Tuber albidum Picco 1788
- Tuber borchii Vittad. 1831, var. borchii

Nazwę nadano na cześć Michała Jana Borcha, autora Lettres sur les truffes du Piémont (1780). Nazwa polska według checklist A. Chmiel.

## Morfologia
Podziemne grzyby mykoryzowe wytwarzające jadalne, bulwiaste, podziemne owocniki (askokarpy). Perydium jest barwy białawej, żółtawej lub brązowawej.

## Występowanie
Występowanie trufli białawej potwierdzono w: Danii, Hiszpanii, Maroku, Słowenii, Węgrzech, Wielkiej Brytanii, Włoszech i Stanach Zjednoczonych. Występuje również w Polsce.